# Хожівська сільська рада
Хожівська сільська рада (біл. Хажоўскі сельсавет) — адміністративно-територіальна одиниця в складі Молодечненського району розташована в Мінській області Білорусі. Адміністративний центр — Хожове.
Хожівська сільська рада розташована на межі центральної Білорусі, в західній частині Мінської області орієнтовне розташування — супутникові знимки, на південь від Молодечного.
До складу сільради входять 14 населених пунктів:
- Бертошки • Брохівщина • Брусківщина • Гай • Драни • Жерлаки • Ізабелино • Копачі • Кулівщина • Ляльківщина • Мочинівщина • Мойсичі • Слобідка • Хожове.